# Leccionario 52
El Leccionario 52, designado por la sigla ℓ 52 (en la numeración Gregory-Aland), es un manuscrito griego del Nuevo Testamento. Paleográficamente ha sido asignado al siglo XIV.

## Descripción
El códice contiene enseñanzas del Evangelio, en 244 hojas de pergamino (23,3 cm por 16,5 cm). El texto está escrito en Caligrafía uncial, en dos columnas por página, en 19 líneas por página. Contiene algunos evangelios del Antiguo Testamento.

## Historia
El manuscrito fue examinado por Christian Frederick Matthaei. En la actualidad el códice se encuentra en el Museo Estatal de Historia, en Moscú, Rusia. El manuscrito no se cita en las ediciones del Nuevo Testamento griego (UBS3).